# Курманов, Иван Дмитриевич
Иван Дмитриевич Курманов (1890—1942) — советский военачальник, участник Гражданской войны, дважды Краснознамёнец (1921, 1921). Генерал-майор (4.06.1940).

## Биография
Родился 27 мая 1890 года в деревне Родительское Сергиевской волости Фатежского уезда Курской губернии (ныне в Золотухинском районе Курской области).
После Октябрьской революции пошёл на службу в ВЧК, был заведующим отделом по борьбе с контрреволюцией Тамбовской губернской ЧК, затем командовал 7-м Тамбовским полком ВЧК. В том же 1918 году переведён в Рабоче-крестьянскую Красную Армию. Участвовал в боях Гражданской войны, будучи военкомом 93-го стрелкового полка, командиром 26-й бригады ВОХР, командиром 95-го стрелкового полка. Неоднократно отличался в боях.
За выдающиеся подвиги на фронтах гражданской войны приказами Революционного Военного Совета Республики № 183 в 1921 году и № 353 в 1921 году командир полка Иван Курманов был награждён двумя орденами Красного Знамени РСФСР.
После окончания войны продолжил службу в Рабоче-крестьянской Красной Армии. С 1921 года — командир батальона в 28-й стрелковой бригаде, военный комендант Курска, помощник командира и командир 3-го туркестанского стрелкового полка. С 1927 года — командир и военком 128-го стрелкового полка 43-й стрелковой дивизии Ленинградского военного округа. С апреля 1931 года был помощником начальника сектора в Управлении боевой подготовки РККА.
В межвоенный период окончил Высшую тактическо-стрелковую школу командного состава РККА имени Коминтерна «Выстрел» в 1924 году, Военную академию РККА имени М. В. Фрунзе в 1934 году.
С 1934 года — на преподавательской работе в Военной академии РККА имени М. В. Фрунзе: руководитель кафедры общей тактики, руководитель кафедры службы, с февраля 1938 старший преподаватель кафедры штабов. 20 февраля 1938 года Курманову было присвоено звание комбрига, а в июне 1940 года — генерал-майора. Проживал в Москве. В начале Великой Отечественной войны переведён преподавателем тактики в Высшую военную академию имени К. Е. Ворошилова (ныне — Военная академия Генерального штаба Вооружённых сил Российской Федерации).
Согласно метрической записи о смерти, скончался от туберкулёза 25 сентября 1942 года в посёлке Боровое Щучинского района (ныне — посёлок Бурабай Бурабайского района) Акмолинской области, Казахстан. Похоронен в Москве.
Награждён двумя орденами Красного Знамени (29.05.1921, 31.12.1921, орденом «Знак Почёта» (5.02.1939) и юбилейной медалью «Двадцать лет Рабоче-крестьянской Красной Армии» (22.02.1938).